# Futuretro
Futuretro je třetí studiové album skupiny Tata Bojs vydané v roce 2000. Je to první album natočené u velké nahrávací společnosti. Míchá v sobě několik žánrů a inspirací od Bedřicha Smetany, až po drum and bass. Tata Bojs byli do té doby poměrně neznámá česká kapela, ale po vydání tohoto kvalitního alba se rychle dostali do širšího povědomí. Z Futuretra vyšly tři singly – Ramínka, Maličká a Duševní. Během turné skupiny k této desce byla hlediště většinou vyprodána.
V listopadu 2017 vyšlo album v reedici na LP.

## Ocenění
Deska, a s ní i skupina, získala na konci roku mnoho ocenění. Ve výročních oceněních Volby rocku časopisu Rock & Pop získali čtyři ocenění (album, skladba, skupina a klip roku). Futuretro bylo jako album roku označeno i časopisem Rolling Stone. Na cenách Akademie populární hudby v roce 2000 byli nominováni ve dvou kategoriích (album a objev roku), ale ani v jedné cenu nezískali.
V žebříčku 50 nejlepších českých alb historie rozhlasové stanice Expres FM se album v roce 2023 umístilo na třetím místě. V žebříčku 100 nejlepších českých desek časopisu Filter se album v roce 2007 umístilo na prvním místě.

## Skladby
1. Ramínka
2. Vesmírná
3. Lasičky
4. Toreadorská otázka
5. Duševní
6. Geometrická
7. Maličká
8. Žluté křeslo
9. Prométheus
10. Jednotka času
11. Oba dva (bonus)